# Marcel Baars
Marcel Baars (Limmen, 4 augustus 1956) is een Nederlandse componist. 

## Opleiding
Zijn eerste pogingen tot componeren volgden snel na zijn eerste hobolessen rond 1970. In 1976 nam hij les tijdens militaire dienst. Zijn docent was de eerst hoboïst van de Johan Willem Friso Kapel. Vervolgens studeerde hij bij een hoboïst van het Noord-Hollands Philharmonisch Orkest in Haarlem: Bert Steinman. Baars begon met zijn vakstudie in 1981, bij Hen van der Grinten aan het conservatorium in Alkmaar. Hier haalde hij in 1987 zijn akte DM Hobo.

## Activiteiten
Baars is docent hobo, dirigent, repetitor, arrangeur en uitgever. Ook leidt hij sinds 1996 de muziekuitgeverij Red Frog Music. (voorheen Nieuwe Lente Muziekuitgaven)

## Composities
Aan het einde van 1999 ging in Heemskerk, aan het einde van het Maerten-van-Heemskerk-jaar, zijn compositie "Het Portret" in première. Tientallen van zijn composities en arrangementen zijn uitgegeven door uitgevers in zowel het binnen-, als het buitenland. 

## Prijzen
Met "Regelmaat is ook niet alles" haalde Baars de eerste prijs van Het Groningen Manifest in 1984. In 1987 won hij de eerste prijs van een internationale prijsvraag uit België. In 1988 behaalde Baars met "Drie octo stukjes voor fluit, viool, cello en piano" een eerste prijs in een wedstrijd van de Koninklijke Nederlandse Toonkunstenaars Vereniging. Ook kreeg Baars prijzen met zijn "Eerste modale suite en Sinfonietta" bij een wedstrijd van het Kempisch Jeugd Fanfare Orkest.